# ガールズ・オブ・サマー
「ガールズ・オブ・サマー」（Girls of Summer）は、エアロスミスの曲。アルバム『アルティメイト・エアロスミス・ヒッツ』（2002年）から唯一のシングルとして2002年にリリースされた。
この曲は、スティーヴン・タイラー、ジョー・ペリー、職業ソングライターのマーティ・フレデリクセンにより、「Just Push Play Tour」が終わった後にハワイで作られた。バンドのコラボレーターのジャック・ダグラスはこの曲を「George Harrison meets the Beach Boys」と表現した。くつろいだ雰囲気が出ているこの曲は、タイラーによると、彼はペリーとフレデリクセンと一緒にPro Toolsを利用し、揺らしてみてどんなバイブが出るのか確かめた。
このシングルは「U.S. Mainstream Rock Tracks」チャートで25位に達した。
2002年後半に行った「Girls of Summer Tour」のツアータイトルは、このシングルの名前に由来する。
この曲は2003年のグラミー賞で「Best Rock Performance by a Duo or Group with Vocal」にノミネートした。

## ミュージックビデオ
この曲のビデオはデイブ・マイヤーズが監督し、マイアミビーチの南に位置するオアシス、サウスビーチ（South Beach）で撮影された。ビデオに出演する3人の女性たちはジェイミー・プレスリー、ニコール・ガリシア、キム・スミス。
スティーヴン・タイラーがビーチにいる間、ミュージックビデオは女性たちの夏のアクティビティを映し出す。
- 6:45 AM: The Morning After - ジェイミーは一緒に寝ていた男性を写真に撮り、まだ寝ている男性を置いて出かける。
- 10:00 AM: The Kiss and Tell - ジェイミーはキムとニコールと落ち合い、幾枚かの写真を皆で見る。
- 1:45 PM: Retail Therapy - 女性3人は水着売り場に行きビキニを試着する。キムが受付の男性を誘惑した後、3人は店を出る。
- 2:23 PM: The Mating Call - 3人が道路を渡るところに、自動車に乗った男性2人が声をかけてきた。ジェイミーが男性たちのメルセデスベンツのシンボルの飾りをボンネットから引っこ抜き、ハンドバッグの中に失敬すると3人は歩き去って行く。
- 4:00 PM: The Beautification Hour - 3人はビキニ姿でビーチに着いた。ジェイミーとニコールは日光浴をして、キムは打ち寄せる波の中でリラックスしていた。ジェイミーの前に1人の男性が立ちはだかり、ジェイミーが男性の海水トランクスを引きずり降ろすと男性は走り逃げて行った。
- 5:00 PM: The Sand Off - 3人はビーチのシャワーで砂を洗い流している。1人の少年がこちらを見ていたのを、笑顔で返す。
- 6:10 PM: Breakin' the Law - 3人は「自動車両禁止」区域でオートバイに乗っている。
- 7:43 PM: Soul Searching - ジェイミーがバスタブでリラックスしてニコールがデッキでリラックスしている間、キムは内省的に両親へ留守番電話メッセージを送っている。
- 10:27 PM: The Wine 'n Dine - レストランで、3人はディナーとワインのひとときを過ごす。会計が高額なものになり3人は走って出て行った。
- 3:14 AM: We Be Clubbing - 3人はビーチクラブでダンスをする。ニコールとキムがせっけんの泡にまみれてダンスし、1人の男性がジェイミーに後ろから挑発的に腰をバンプするとジェイミーは彼をひっぱたいた。

最後のシーンで、タイラーはビーチにサンドイッチを発見する。彼がそれにパクつくと、もはや気付くのが遅いのであったが、それはワナでタイラーはそれと共にリールで巻き上げられて海に連れ込まれるのであった。

## 収録曲
1. ガールズ・オブ・サマー "Girls of Summer" (アルバムバージョン)
2. ジェイディッド "Jaded"  (アルバムバージョン)
3. ウォーク・ディス・ウェイ "Walk This Way" (ライブ '97)
4. ガールズ・オブ・サマー "Girls of Summer" (ビデオバージョン)